# قندرون رمادي
قندرون رمادي (الاسم العلمي:Chondrilla canescens) هو نوع من النباتات يتبع جنس القندرون من الفصيلة النجمية.